# 舟山岛

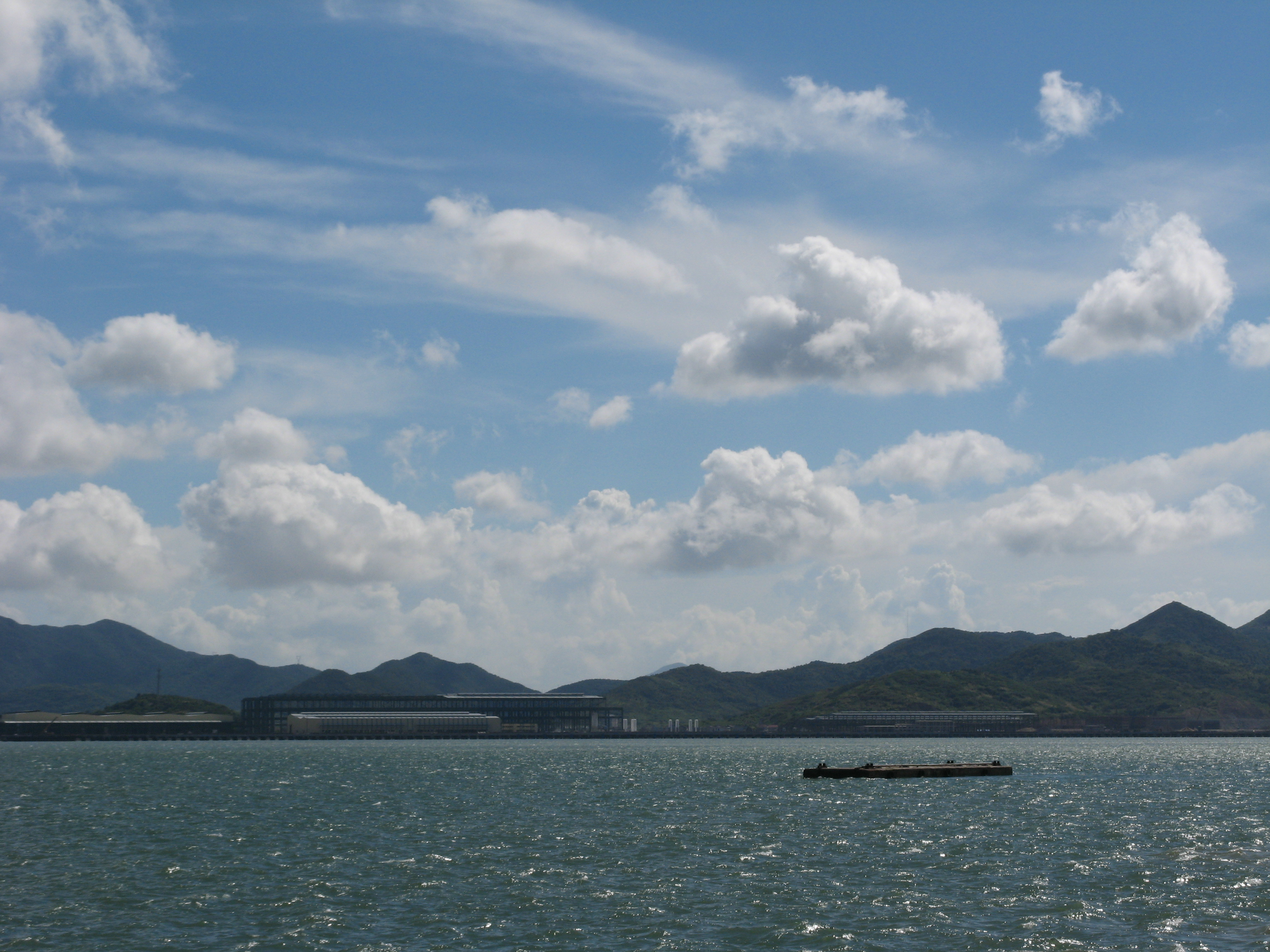
舟山島

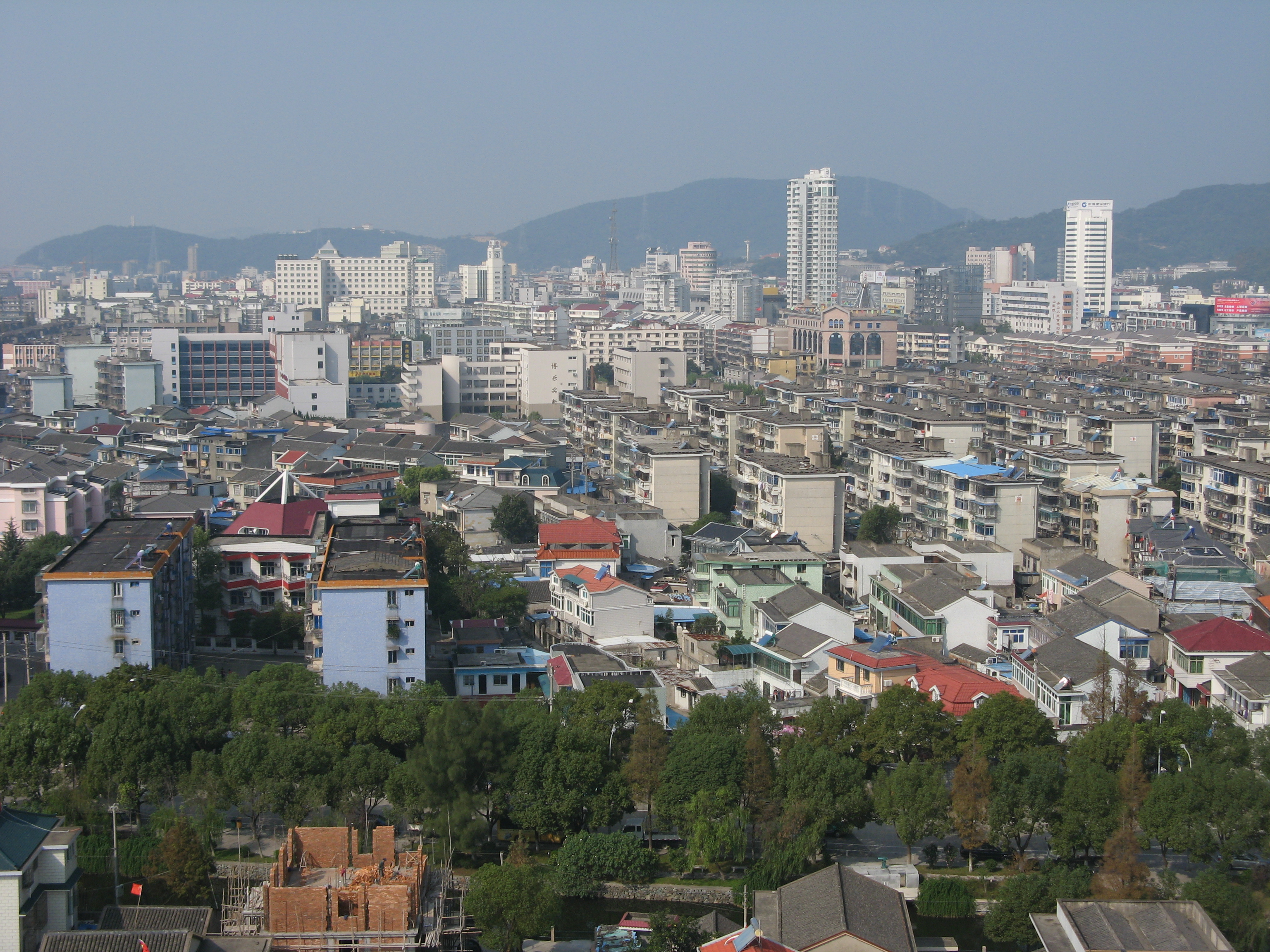
舟山島市區一景

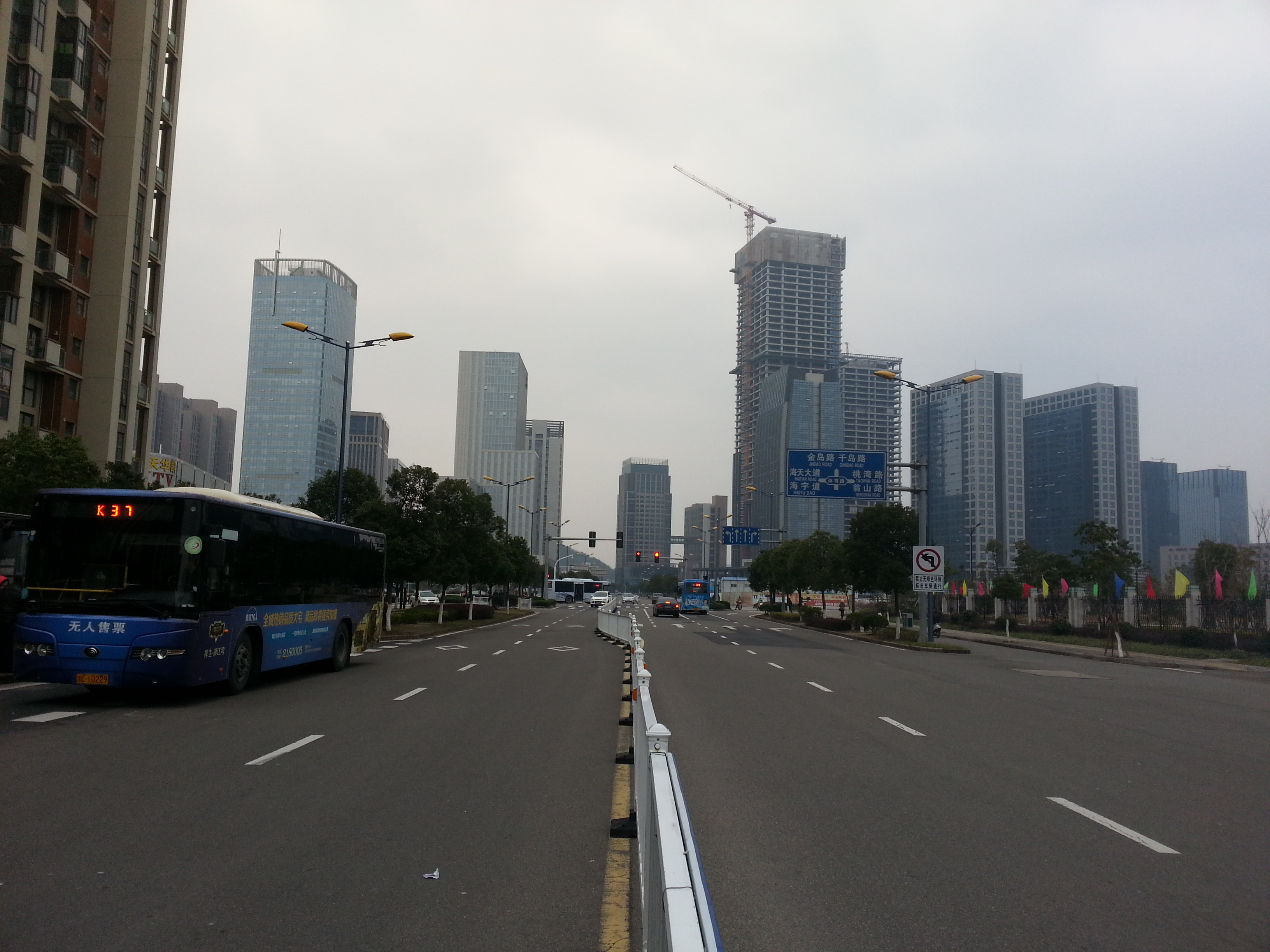
臨城新區，2014年

舟山岛位于中華人民共和國杭州湾东南方、浙江省东北部海域。第一次海岛调查时面积为476.1653平方公里，为舟山群岛的主岛，浙江省第一大岛，它是中华人民共和国法律上第四大岛屿（实际管辖为第三大），南与宁波市相望。由于东港海涂开发，以及最近的钓浜、钓梁等围垦工程使得梁横山等岛屿连陆，目前实际面积為502.65平方公里。

## 歷史

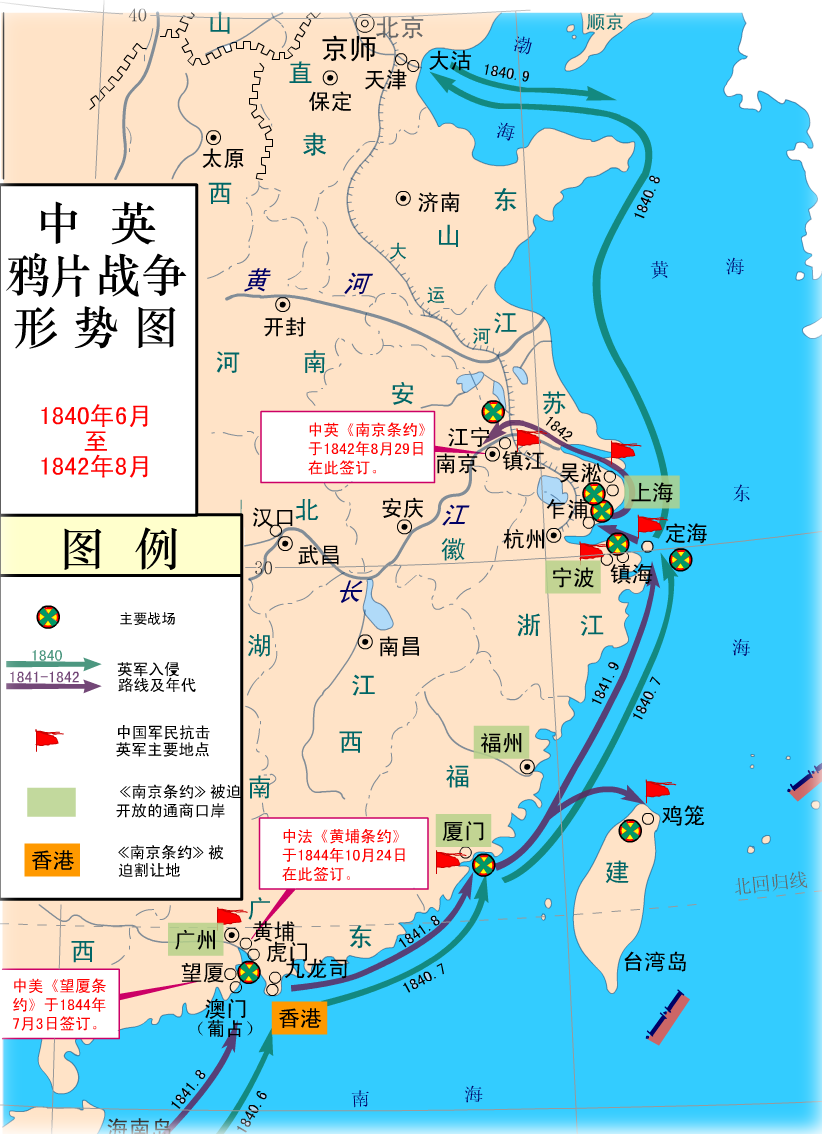
鴉片戰爭時香港和定海舟山島的位置

19世紀之交，英國一直希望清朝賜予一島方便商人存貨和僑居，首選一直是浙江定海縣舟山島，因它鄰近浙江湖州，中英貿易的第二大商品——絲綢——主要是湖州湖絲。1793年馬戛爾尼使團請求乾隆帝賜舟山，未果。後來英國目光改為香港。主因有：一，鴉片戰爭時英國佔領定海，英國駐華商務總監查理·義律才發現舟山島「航行充滿危險，除了動力汽船之外，其他船只幾乎無法航行」；二，虎門銷煙後從东印度公司治下的印度運出的鴉片已改為在香港中轉，英國在香港保護鴉片走私遠比保護湖州絲綢貿易更有利可圖；三，舟山以北的上海開埠。

## 地理
该岛除四周局部狭窄的冲积平原外，其余为山地、丘陵，高度一般为海拔100－400公尺。最高点黄杨尖，海拔503.6公尺。舟山岛氣候是屬於亞熱帶季風氣候，由於舟山乃島嶼，易受東海帶來的海洋氣流影響，故舟山在冬天的時候的氣溫，比起上海和杭州等大陸城市為高。

## 交通
2004年，舟山市开始建造舟山本岛与中國大陆的跨海大桥，称为舟山大陆连岛工程，2008年竣工，2009年12月25日通车。舟岱大桥建成后，连接浙江舟山的富翅岛、舟山本岛、长白岛、岱山岛、渔山岛5座岛屿。

## 行政區劃
舟山岛东部属舟山市普陀区，西部属舟山市定海区。中部为临城新区，是舟山市的行政中心。